# 1924 dans les chemins de fer
chronologie des chemins de fer
1923 dans les chemins de fer - 1924 - 1925 dans les chemins de fer

## Évènements
- 1er janvier : la ligne ferroviaire Kayes-Niger est raccordée à Dakar[1].
- 1er juin, France : inauguration de la section Castéra-Verduzan-Eauze du chemin de fer Eauze-Auch (compagnie du Midi)
- 30 juin, France : inauguration du Chemin de fer de la Rhune, train à crémaillère alimenté en courant triphasé.

## Naissances
- x

## Décès
- x